# Sempervivum pisidicum
Sempervivum pisidicum är en fetbladsväxtart som beskrevs av Pesmen, Güner. Sempervivum pisidicum ingår i släktet taklökar, och familjen fetbladsväxter. Inga underarter finns listade i Catalogue of Life.